# Spilasma utaca
Spilasma utaca là một loài nhện trong họ Araneidae.
Loài này thuộc chi Spilasma. Spilasma utaca được Herbert Walter Levi miêu tả năm 1995.